# Natsuko Hara
Natsuko Hara (原 菜摘子?, Hara Natsuko; Ōme, 1º marzo 1989) è un'ex calciatrice giapponese, di ruolo centrocampista.

## Carriera
Ha giocato per tutta la sua carriera solo con la maglia del Nippon TV Beleza, vincendo cinque campionati giapponesi. Vanta due presenze con la nazionale di calcio femminile del Giappone.

## Palmarès

### Club

#### Tornei nazionali
- Campionato giapponese: 5

Nippon TV Beleza: 2006, 2007, 2008, 2010, 2015
- Coppa dell'Imperatrice: 4

Nippon TV Beleza: 2007, 2008, 2009, 2014
- Nadeshiko League Cup: 3

Nippon TV Beleza: 2007, 2010, 2012
- Nadeshiko Super Cup: 1

Nippon TV Beleza: 2007

#### Tornei internazionali
- Campionato femminile di Lega giapponese e sudcoreana: 1

Nippon TV Beleza: 2011